# 大井純子
大井 純子（おおい じゅんこ、1972年12月15日 - ）は、神奈川県平塚市出身の料理ブロガー、メニュープランナー。神奈川県葉山町在住。愛称はYOME（よめ）。得意技は「ビール片手にフライパン♪」。

## 略歴
- 1993年 3月 - 短期大学英文科卒業
- 1993年 4月 - 船会社事務職
- 1997年11月 - 結婚
  - パン屋、ケーキ屋などでアルバイト
- 2002年 4月 - 夫のアメリカ・ニューヨーク転勤に伴い渡米
- 2003年 9月 - Natural Gourmet Instituteにて4ヵ月のシェフトレーニングプログラムを受講
  - 研修でレストランシェフなど100時間のインターン体験[1]
- 2004年 3月 - 帰国
- 2004年11月 - 第一子出産
- 2005年 7月 - ブログ開始
- 2006年12月 - 自身初のレシピブログ本出版
- 2009年 2月 - am/pmとのコラボメニューを発表

## 著書
- 『YOMEカフェレシピ』（宝島社、2006/12/05）
- 『YOMEの楽チン☆レシピ 』（宝島社、2007/07/20）
- 『YOMEご膳（みんなのレシピ）』（大和書房、2008/03/11）
- 『YOMEの楽チン☆パンレシピ』（宝島社、2008/04/04）
- 『YOME暮らし お弁当になるおかず222』（日本経済新聞出版社、2008/05/16）
- 『YOME流1週間使い切り献立』（学習研究社、2008/07）
- 『YOME暮らし 野菜のおかず201』（日本経済新聞出版社、2008/10）
- 『YOMEの楽チン☆レシピ2』（宝島社、2008/10/20）
- 『YOMEちゃんの子どもがよろこぶおかず』（講談社、2009/02/13）
- 『YOMEちゃんの子どもがよろこぶおやつ』（講談社、2009/02/13）

## メディア出演
- にじいろジーン（関西テレビ系）
- 森田一義アワー 笑っていいとも!（フジテレビ系）
- はなまるマーケット（TBS系）
- ULALA ナナパチ（TOKYO MX）- 月曜日『進め!カリスマ料理ブロガーへの道』準レギュラー、2011年10月 - 2012年3月